# 管如德
管如德（1247年—1290年），元朝黄州黄陂县（今湖北黄陂县）人。
在南宋担任江州都统制，至元十二年（1275年）以江州城降元。被元朝任命为湖北招讨使，总管本部军马。后跟随丞相阿朮南攻南宋，为前锋，屡立战功。在扬州扬子桥，擒获宋将张都统。又进军焦山江，夺取宋帅夏都统牌印衣甲及饷军海船，招降镇江、绍兴等地。升浙西宣慰使，上时政五条。至元二十四年（1287年），为江西行省参知政事，破豪猾，去奸吏，镇压赣州、汀州反元起事。至元二十六年（1289年），任江西行尚书省左丞，统四省之兵镇压钟明亮。次年，在军中去世，时年四十四岁。追赠平昌郡公，谥武襄。